# Enomoto Tetsuya
Enomoto Tetsuya (榎本 哲也 Enomoto Tetsuya, sinh ngày 2 tháng 5 năm 1983 ở Kawasaki, Kanagawa, Nhật Bản) là một cầu thủ bóng đá người Nhật Bản. Hiện tại anh thi đấu cho đội bóng Nhật Bản Urawa Red Diamonds.
Cầu thủ ưa thích của Enomoto là Nakamura Shunsuke và sở thích của anh là mua sắm.

## Thống kê sự nghiệp
Cập nhật đến ngày 23 tháng 2 năm 2018.
| Thành tích câu lạc bộ | Thành tích câu lạc bộ | Thành tích câu lạc bộ | Giải vô địch | Giải vô địch | Cúp                   | Cúp                   | Cúp Liên đoàn | Cúp Liên đoàn | Châu lục | Châu lục  | Tổng cộng | Tổng cộng |
| Mùa giải              | Câu lạc bộ            | Giải vô địch          | Số trận      | Bàn thắng    | Số trận               | Bàn thắng             | Số trận       | Bàn thắng     | Số trận  | Bàn thắng | Số trận   | Bàn thắng |
| Nhật Bản              | Nhật Bản              | Nhật Bản              | Giải vô địch | Giải vô địch | Cúp Hoàng đế Nhật Bản | Cúp Hoàng đế Nhật Bản | Cúp Liên đoàn | Cúp Liên đoàn | Châu Á   | Châu Á    | Tổng cộng | Tổng cộng |
| --------------------- | --------------------- | --------------------- | ------------ | ------------ | --------------------- | --------------------- | ------------- | ------------- | -------- | --------- | --------- | --------- |
| 2002                  | Yokohama F. Marinos   | J1 League             | 0            | 0            | 0                     | 0                     | 0             | 0             | -        | -         | 0         | 0         |
| 2003                  | Yokohama F. Marinos   | J1 League             | 15           | 0            | 0                     | 0                     | 4             | 0             | -        | -         | 19        | 0         |
| 2004                  | Yokohama F. Marinos   | J1 League             | 0            | 0            | 1                     | 0                     | 3             | 0             | 1        | 0         | 5         | 0         |
| 2005                  | Yokohama F. Marinos   | J1 League             | 23           | 0            | 1                     | 0                     | 2             | 0             | 4        | 0         | 30        | 0         |
| 2006                  | Yokohama F. Marinos   | J1 League             | 16           | 0            | 3                     | 0                     | 5             | 0             | -        | -         | 24        | 0         |
| 2007                  | Yokohama F. Marinos   | J1 League             | 33           | 0            | 2                     | 0                     | 9             | 0             | -        | -         | 44        | 0         |
| 2008                  | Yokohama F. Marinos   | J1 League             | 31           | 0            | 4                     | 0                     | 8             | 0             | -        | -         | 43        | 0         |
| 2009                  | Yokohama F. Marinos   | J1 League             | 14           | 0            | 0                     | 0                     | 4             | 0             | -        | -         | 18        | 0         |
| 2010                  | Yokohama F. Marinos   | J1 League             | 0            | 0            | 0                     | 0                     | 1             | 0             | -        | -         | 1         | 0         |
| 2011                  | Yokohama F. Marinos   | J1 League             | 0            | 0            | 1                     | 0                     | 0             | 0             | -        | -         | 1         | 0         |
| 2012                  | Yokohama F. Marinos   | J1 League             | 7            | 0            | 1                     | 0                     | 0             | 0             | -        | -         | 8         | 0         |
| 2013                  | Yokohama F. Marinos   | J1 League             | 33           | 0            | 5                     | 0                     | 8             | 0             | -        | -         | 46        | 0         |
| 2014                  | Yokohama F. Marinos   | J1 League             | 34           | 0            | 1                     | 0                     | 2             | 0             | 6        | 0         | 43        | 0         |
| 2015                  | Yokohama F. Marinos   | J1 League             | 9            | 0            | 0                     | 0                     | 3             | 0             | -        | -         | 12        | 0         |
| 2016                  | Yokohama F. Marinos   | J1 League             | 23           | 0            | 3                     | 0                     | 10            | 0             | -        | -         | 36        | 0         |
| 2017                  | Urawa Red Diamonds    | J1 League             | 0            | 0            | 3                     | 0                     | 0             | 0             | -        | -         | 3         | 0         |
| Tổng cộng sự nghiệp   | Tổng cộng sự nghiệp   | Tổng cộng sự nghiệp   | 238          | 0            | 25                    | 0                     | 56            | 0             | 11       | 0         | 330       | 0         |

## Lần đầu tiên ở J-League
- Ra sân: 21 tháng 3 năm 2003. Yokohama F Marinos 4 vs 2 Jubilo Iwata, Sân vận động Ecopa

## Danh hiệu
Yokohama F. Marinos
- Cúp Hoàng đế Nhật Bản: 2013

Urawa Red Diamonds
- Giải vô địch bóng đá các câu lạc bộ châu Á: 2017